# Tomas Manco
Tomas Manco (* 19. Januar 1988 in Brezno, Tschechoslowakei) ist ein australischer Eishockeyspieler, der seit 2016 erneut bei den Sydney Ice Dogs in der Australian Ice Hockey League unter Vertrag steht.

## Karriere
Tomas Manco, der in der damaligen Tschechoslowakei geboren wurde, wanderte schon als Kind mit seinen Eltern nach Australien aus. Er begann seine Karriere als Eishockeyspieler bei den Sydney Bears, für die er schon als 16-Jähriger in der Australian Ice Hockey League spielte. 2006 wechselte er zum Lokalrivalen Sydney Ice Dogs, für den er bis 2013 auf dem Eis stand. In seiner letzten Spielzeit gewann er mit den Ice Dogs den Goodall Cup, die australische Meisterschaft. Anschließend wurde sein Vertrag dort nicht verlängert und er setzte die 2014er Spielzeit aus. Zur Saison 2015 wurde er von CBR Brave, dem im Vorjahr gegründeten Klub aus Philipp, einem Vorort von Canberra, unter Vertrag genommen und gab sein Comeback in der AIHL. Nachdem er dort reüssierte, bekam er seinem Ex-Klub, den Ice Dogs, 2016 einen neuen Vertrag.

### International
Für Australien nahm Manco im Juniorenbereich an den U18-Weltmeisterschaften der Division III 2005 und der Division II 2006 sowie der U20-Junioren-Weltmeisterschaft der Division II 2006 teil. Bei der U18-WM 2005 gelang ihm mit seiner Mannschaft der Aufstieg in die Division II.
Im Seniorenbereich stand er im Aufgebot seines Landes bei den Weltmeisterschaften der Division II 2007, 2010, 2011 und 2013 sowie bei den Weltmeisterschaften der Division I 2009 und 2012.

## Erfolge und Auszeichnungen
- 2005 Aufstieg in die Division II bei der U18-Junioren-Weltmeisterschaft der Division III
- 2011 Aufstieg in die Division I bei der Weltmeisterschaft der Division II, Gruppe A
- 2013 Goodall-Cup-Gewinn mit den Sydney Ice Dogs